# 永豊県 (陝西省)
永豊県（えいほう-けん）は、中華人民共和国陝西省にかつて存在した県。
北魏の時代に金明郡の下に永豊県が設置される。隋初に金明県に編入される。県名以外の詳細については記録が残されていない。